# بیمارستان هاجر (تهران)
بیمارستان هاجر بیمارستانی است درمانی وابسته به نیروی زمینی ارتش جمهوری اسلامی ایران واقع دریوسف آباد تهران است.

## پیشینه
در سال ۱۲۸۴ میرزا یوسف مستوفی الممالک (یک سال قبل از فوت اش) زمین وسیع یوسف آباد که از شمال به املاکش در ونک و در غرب به املاکش در امیر آباد و در جنوب به املاکش در بهجت آباد محدود می شد خرید کرد (بهجت نام دختر یوسف مستوفی الممالک بود)
و در این زمین مریض خانه کوچکی را راه انداخت برای مداوای مردم که تا سال ۱۳۰۴ نیز به همین روال فعالیت داشت تا در سال ۱۳۰۴ با تاسیس دایره صحیه قشون در همین مکان بیمارستانی برای مداوای بیماران ساخته شد یکصد تختخوابه که بخش های جراحی ، بیماری های واگیر و عفونی ، پوست ، بخش اعصاب و روان را داشت و رییس بیمارستان سرتیپ غلامحسین خان و این مجموعه حال بهداری قشون نامیده می شود و متعلق به هرسه نیروی زمینی و دریایی و هوایی بود تا سال ۱۳۴۵ که نیرو های نظامی هر کدام یک دایره پزشکی برای خود تشکیل دادند و این مجموعه در اختیار نیروی زمینی ارتش گذاشته شد و به بیمارستان ۵۰۱ شناخته می شد.
محیط بیمارستان هاجر
محیط بیمارستان هاجر
در سال ۱۳۲۵ بهداری ارتش بیمارستان دیگری را با ۵۰ تخت و بخش جراحی و بخش زنان در تپه های دوشان تپه (پیروزی امروز) ساخت و به بیمارستان ۵۰۳ ارتش معروف شد که بعد بخش جراحی این مجموعه در سال ۱۳۵۱ به ۵۰۱ و بخش زنان آن به بیمارستان خانواده منتقل شد حال ایام پیروزی انقلاب را داشتیم و بعد جنگ تحمیلی ۸ ساله که محل مداوای مجروحین جنگی بود.
در سال ۱۳۷۶ ساختمان دیگری نیز در این مجموعه درمانی ساخته شد تا نهایتا در سال ۱۳۸۱ با انتقال کامل این مجموعه به خیابان فاطمی (بیمارستان امام رضای فعلی) و مدتی وقف فعالیت درمانی در این مجموعه و انجام گزینش استخدام و شورا های پزشکی مجدداً در سال ۱۳۸۶ با ادغام بیمارستان های ۵۰۵ ارتش که در دارآباد بود و عمدتا بخش های جراحی داشت با آنچه که از ۵۰۳ سابق مانده بود مجدداً در همین محل فعالیت درمانی آغاز شد این بار با نام بیمارستان ۵۰۳ در مکانی که بخشی از آن از موقوفات میرزا یوسف مستوفی الممالک بود و بخشی از اراضی نیروی زمینی ارتش و در سال ۱۳۸۹ نیز با توجه به پیشنهاد ریاست وقت بیمارستان دکتر جلیل رجبی که متخصص عفونی بود ، ارتش باید یک بیمارستان هم برای زنان  داشته باشد و با تایید فرمانده وقت نیروی زمینی امیر پوردستان بیمارستان به هاجر (س) تغییر نام یافت.
وبسایت بیمارستان هاجر توسط یکی از بهترین مهندسان ایرانی به نام مهندس امیرسام غلامی طراحی شده است